# Onthophagus pinguis
Onthophagus pinguis là một loài bọ cánh cứng trong họ Bọ hung (Scarabaeidae).